# Кубок Шпенглера 2019
Кубок Шпенглера 2019 — 93-й традиционный турнир Кубок Шпенглера, который прошёл с 26 по 31 декабря 2019 года в швейцарском Давосе.

## Арена
Матчи прошли на Айсштадион Давос. Вместимость арены составляет 7800 человек.

## Участники турнира
В 2019 году Кубок Шпенглера прошёл в 93-й раз с 26 по 31 декабря. В нём приняли участие: хозяева турнира — швейцарский «Давос», традиционный участник турнира — сборная Канады, чешский клуб — Оцеларжи Тршинец. В соревновании также приняли участие финский ТПС, швейцарский Амбри-Пиотта и Салават Юлаев из КХЛ.
- Амбри-Пиотта
- Сборная Канады
- ТПС
- Оцеларжи Тршинец
- Давос
- Салават Юлаев

## Регламент турнира
Команды были поделены на группы Торриани и Каттини, в каждой группе команды сыграли круговой системе в один круг. Победители групп напрямую вышли в полуфинал, остальные клубы сыграли в четвертьфинале за право выйти в полуфинал. В четвертьфинале команда, занявшая второе место в группе Торриани, сыграла с командой, занявшей третье место в группе Каттини, победитель четвертьфинала сыграл с 1-м местом группы Торриани. В другом четвертьфинале команда, занявшая второе место в группе Каттини, сыграла с командой, занявшей третье место в группе Торриани, победитель играл с 1-м местом группы Каттини. Победители в полуфинале сыграли в финале. Матча за 3-е место не предусматривается. Если на групповой стадии команды имеют одинаковое количество очков, то они распределяются по местам так: 1) по разнице шайб, 2) по количеству забитых голов.

## Судьи
| Страна    | Судья            | Матчи | Штраф | Штраф за матч |
| --------- | ---------------- | ----- | ----- | ------------- |
| США       | Лемелин Марк     | 5     | 78    | 15,6          |
| Россия    | Евгений Ромасько | 4     | 62    | 15,5          |
| Швейцария | Даниэль Штрикер  | 4     | 76    | 19            |
| Финляндия | Салонен Ансси    | 3     | 38    | 12,6          |
| Швейцария | Хебейсен Миша    | 3     | 44    | 14,6          |
| Швейцария | Виганд Марк      | 3     | 70    | 23,3          |

## Групповой этап
|  | Команды, выходящие в полуфинал     |
|  | Команды, выходящие в четвертьфинал |

### Группа Торриани
| М | Команда       | И | В | ВО | ВБ | ПО | ПБ | П | ШЗ | ШП | %О    | О |
| - | ------------- | - | - | -- | -- | -- | -- | - | -- | -- | ----- | - |
| 1 | Амбри-Пиотта  | 2 | 2 | 0  | 0  | 0  | 0  | 0 | 7  | 1  | 100 % | 6 |
| 2 | ТПС           | 2 | 1 | 0  | 0  | 0  | 0  | 1 | 4  | 6  | 50 %  | 3 |
| 3 | Салават Юлаев | 2 | 0 | 0  | 0  | 0  | 0  | 2 | 4  | 8  | 0 %   | 0 |

Примечание.
И — игры, В — выигрыши в основное время, ВО — выигрыши в овертайме, ВБ — выигрыши в серии буллитов, ПБ — поражение в серии буллитов, ПО — поражение в овертайме, П — поражение в основное время, ШЗ — забитые шайбы, ШП — пропущенные шайбы, % очков — Процент набранных очков от всех возможных, О — набранные очки.
Матч 1
| 26 декабря 2019 17:10 | Амбри-Пиотта | 4:1 (2:0, 1:1, 1:0) | Салават Юлаев | Айсштадион Давос Зрителей: 6300 |

| Отчёт | Отчёт                         | Отчёт                   | Отчёт                                                                             | Отчёт |
| --- | ----------------------------- | ----------------------- | --------------------------------------------------------------------------------- | --- |
| |                               |                         |                                                                                   | |
| | Даниэль Манцато - 00:00-60:00 | Вратари                 | 00:00-57:38 - Андрей Кареев 58:30-58:53 - Андрей Кареев 59:42-60:00 Андрей Кареев | Судьи: Евгений Ромасько (Россия) Даниэль Штрикер (Швейцария) Линейные судьи: Роман Кадерли (Швейцария) Дмитри Шишло (Россия) |
| | Голы:                         |                         |                                                                                   | Судьи: Евгений Ромасько (Россия) Даниэль Штрикер (Швейцария) Линейные судьи: Роман Кадерли (Швейцария) Дмитри Шишло (Россия) |
| Роберт Саболич (Доминик Цвергер) - 02:45 Мэтт Д'Агостини (Крис Эгли, Михаэль Фора) - 15:52 Марко Мюллер - 23:33 (бол.) Марко Мюллер - 59:42 | 1:0 2:0 3:0 3:1 4:1           | Евгений Лисовец - 38:39 |                                                                                   | Судьи: Евгений Ромасько (Россия) Даниэль Штрикер (Швейцария) Линейные судьи: Роман Кадерли (Швейцария) Дмитри Шишло (Россия) |
| |                               |                         |                                                                                   | Судьи: Евгений Ромасько (Россия) Даниэль Штрикер (Швейцария) Линейные судьи: Роман Кадерли (Швейцария) Дмитри Шишло (Россия) |
| |                               |                         |                                                                                   | Судьи: Евгений Ромасько (Россия) Даниэль Штрикер (Швейцария) Линейные судьи: Роман Кадерли (Швейцария) Дмитри Шишло (Россия) |
| |                               |                         |                                                                                   | Судьи: Евгений Ромасько (Россия) Даниэль Штрикер (Швейцария) Линейные судьи: Роман Кадерли (Швейцария) Дмитри Шишло (Россия) |
| 6 мин | Штраф                         | 10 мин                  |                                                                                   | Судьи: Евгений Ромасько (Россия) Даниэль Штрикер (Швейцария) Линейные судьи: Роман Кадерли (Швейцария) Дмитри Шишло (Россия) |
| |                               |                         |                                                                                   | |
| | 30                            | Броски                  | 33                                                                                | |

Матч 3
| 27 декабря 2019 17:10 | ТПС | 4:3 (1:1, 3:0, 0:2) | Салават Юлаев | Айсштадион Давос Зрителей: 6300 |

| Отчёт | Отчёт                         | Отчёт | Отчёт                                                             | Отчёт                                                      |
| --- | ----------------------------- | --- | ----------------------------------------------------------------- | ---------------------------------------------------------- |
| |                               | |                                                                   |                                                            |
| | Расмус Тирронен - 00:00-60:00 | Вратари | 00:00-59:15 - Владимир Сохатский 59:29-60:00 - Владимир Сохатский | Судьи: Салонен Ансси (Финляндия) Хебейсен Миша (Швейцария) |
| | Голы:                         | |                                                                   | Судьи: Салонен Ансси (Финляндия) Хебейсен Миша (Швейцария) |
| Оскари Лехтинен (Лаури Паюниеми, Антон Хольм) - 05:50 (бол.) Алекси Антталайнен (Лаури Корпикоски) - 30:51 Тони Сунд (Маркус Нурми) - 32:30 Илари Фильппула (Филип Виндлерт, Лаури Корпикоски) - 35:08 | 1:0 1:1 2:1 3:1 4:1 4:2 4:3   | Эдуард Гиматов (Владислав Картаев, Кирилл Цулыгин) - 12:01 Станислав Гареев - 55:36 Родион Амиров (Кирилл Цулыгин) - 59:29 (6x5) |                                                                   | Судьи: Салонен Ансси (Финляндия) Хебейсен Миша (Швейцария) |
| |                               | |                                                                   | Судьи: Салонен Ансси (Финляндия) Хебейсен Миша (Швейцария) |
| |                               | |                                                                   | Судьи: Салонен Ансси (Финляндия) Хебейсен Миша (Швейцария) |
| |                               | |                                                                   | Судьи: Салонен Ансси (Финляндия) Хебейсен Миша (Швейцария) |
| 2 мин | Штраф                         | 8 мин |                                                                   | Судьи: Салонен Ансси (Финляндия) Хебейсен Миша (Швейцария) |
| |                               | |                                                                   |                                                            |
| |                               | |                                                                   |                                                            |

Матч 5
| 28 декабря 2019 17:10 | Амбри-Пиотта | 3:0 (0:0, 2:0, 1:0) | ТПС | Айсштадион Давос Зрителей: 6300 |

| Отчёт | Отчёт                       | Отчёт   | Отчёт                                                         | Отчёт                                             |
| --- | --------------------------- | ------- | ------------------------------------------------------------- | ------------------------------------------------- |
| |                             |         |                                                               |                                                   |
| | Людовик Вебер - 00:00-60:00 | Вратари | 00:00-57:00 - Юлиус Похьянокса 58:42-60:00 - Юлиус Похьянокса | Судьи: Лемелин Марк (США) Виганд Марк (Швейцария) |
| | Голы:                       |         |                                                               | Судьи: Лемелин Марк (США) Виганд Марк (Швейцария) |
| Брайан Флинн (Флоран Дуэ) - 28:59 (мен.) Мэтт Д'Агостини (Брайан Флинн, Роберт Саболич) - 35:34 Мэтт Д'Агостини - 58:42 (en) | 1:0 2:0 3:0                 |         |                                                               | Судьи: Лемелин Марк (США) Виганд Марк (Швейцария) |
| |                             |         |                                                               | Судьи: Лемелин Марк (США) Виганд Марк (Швейцария) |
| |                             |         |                                                               | Судьи: Лемелин Марк (США) Виганд Марк (Швейцария) |
| |                             |         |                                                               | Судьи: Лемелин Марк (США) Виганд Марк (Швейцария) |
| 10 мин | Штраф                       | 14 мин  |                                                               | Судьи: Лемелин Марк (США) Виганд Марк (Швейцария) |
| |                             |         |                                                               |                                                   |
| |                             |         |                                                               |                                                   |

### Группа Каттини
| М | Команда          | И | В | ВО | ВБ | ПО | ПБ | П | ШЗ | ШП | %О  | О |
| - | ---------------- | - | - | -- | -- | -- | -- | - | -- | -- | --- | - |
| 1 | Канада           | 2 | 2 | 0  | 0  | 0  | 0  | 0 | 9  | 2  | 100 | 6 |
| 2 | Оцеларжи Тршинец | 2 | 1 | 0  | 0  | 0  | 0  | 1 | 5  | 5  | 50  | 3 |
| 3 | Давос            | 2 | 0 | 0  | 0  | 0  | 0  | 2 | 2  | 9  | 0   | 0 |

Примечание.
И — сыгранные матчи, В — выигрыши в основное время, ВО — выигрыши в овертайме, ВБ — выигрыши в серии буллитов, ПБ — поражение в серии буллитов, ПО — поражение в овертайме, П — поражение в основное время, ШЗ — забитые шайбы, ШП — пропущенные шайбы, % очков — Процент набранных очков от всех возможных, О — набранные очки.
Матч 2
| 26 декабря 2019 22:15 | Оцеларжи Тршинец | 1:4 (0:1, 0:2, 1:1) | Канада | Айсштадион Давос Зрителей: 6006 |

| Отчёт                                                 | Отчёт                                       | Отчёт | Отчёт                      | Отчёт |
| ----------------------------------------------------- | ------------------------------------------- | --- | -------------------------- | --- |
|                                                       |                                             | |                            | |
|                                                       | Петр Квача - 00:00-58:41 Петр Квача - 58:59 | Вратари | 00:00-60:00 - Мэтт Томкинс | Судьи: Марк Лемелин (США) Марк Виганд (Швейцария) Линейные судьи: Балаж Ковач (Швейцария) Марк-Энри Прожен (Швейцария) |
|                                                       | Голы:                                       | |                            | Судьи: Марк Лемелин (США) Марк Виганд (Швейцария) Линейные судьи: Балаж Ковач (Швейцария) Марк-Энри Прожен (Швейцария) |
| Арон Хмильевски (Давид Мусил, Мартин Адасмки) — 28:31 | 0:1 0:2 0:3 1:3 1:4                         | Крис Верстег (Дастин Джеффри, Адам Тамбеллини) - 05:45 Кевин Кларк (Максим Норо, Адам Тамбеллини) - 22:06 (мен.) Кевин Кларк (Иэн Митчелл, Патрик Уиркош) - 27:01 Кевин Кларк - 58:59 (en) |                            | Судьи: Марк Лемелин (США) Марк Виганд (Швейцария) Линейные судьи: Балаж Ковач (Швейцария) Марк-Энри Прожен (Швейцария) |
|                                                       |                                             | |                            | Судьи: Марк Лемелин (США) Марк Виганд (Швейцария) Линейные судьи: Балаж Ковач (Швейцария) Марк-Энри Прожен (Швейцария) |
|                                                       |                                             | |                            | Судьи: Марк Лемелин (США) Марк Виганд (Швейцария) Линейные судьи: Балаж Ковач (Швейцария) Марк-Энри Прожен (Швейцария) |
|                                                       |                                             | |                            | Судьи: Марк Лемелин (США) Марк Виганд (Швейцария) Линейные судьи: Балаж Ковач (Швейцария) Марк-Энри Прожен (Швейцария) |
| 12 мин                                                | Штраф                                       | 4 мин |                            | Судьи: Марк Лемелин (США) Марк Виганд (Швейцария) Линейные судьи: Балаж Ковач (Швейцария) Марк-Энри Прожен (Швейцария) |
|                                                       |                                             | |                            | |
|                                                       |                                             | |                            | |

Матч 4
| 27 декабря 2019 22:15 | Давос | 1:4 (0:1, 0:0, 1:3) | Оцеларжи Тршинец | Айсштадион Давос Зрителей: 6300 |

| Отчёт                                                | Отчёт                                                                     | Отчёт | Отчёт                       | Отчёт                                                  |
| ---------------------------------------------------- | ------------------------------------------------------------------------- | --- | --------------------------- | ------------------------------------------------------ |
|                                                      |                                                                           | |                             |                                                        |
|                                                      | Йорен ван Поттельберге - 00:00-57:50 Йорен ван Поттельберге - 58:34-58:51 | Вратари | 00:00-60:00 - Якуб Штепанек | Судьи: Лемелин Марк (США) Штриккер Даниель (Швейцария) |
|                                                      | Голы:                                                                     | |                             | Судьи: Лемелин Марк (США) Штриккер Даниель (Швейцария) |
| Харри Песонен (Тино Кесслер, Отсо Рантакари) - 40:35 | 0:1 :1 1:2 1:3 1:4                                                        | Ондржей Коваржчик (Ростислав Мартинек, Ян Заградничек) - 14:12 Милан Доудера (Михал Коваржчик) - 57:19 Иржи Полански (Арон Хмелевски, Милан Доудер) - 58:34 (en) Михал Коваржчик - 59:59 (en) |                             | Судьи: Лемелин Марк (США) Штриккер Даниель (Швейцария) |
|                                                      |                                                                           | |                             | Судьи: Лемелин Марк (США) Штриккер Даниель (Швейцария) |
|                                                      |                                                                           | |                             | Судьи: Лемелин Марк (США) Штриккер Даниель (Швейцария) |
|                                                      |                                                                           | |                             | Судьи: Лемелин Марк (США) Штриккер Даниель (Швейцария) |
| 6 мин                                                | Штраф                                                                     | 8 мин |                             | Судьи: Лемелин Марк (США) Штриккер Даниель (Швейцария) |
|                                                      |                                                                           | |                             |                                                        |
|                                                      |                                                                           | |                             |                                                        |

Матч 6
| 28 декабря 2019 22:15 | Канада | 5:1 (2:0, 3:0, 0:1) | Давос | Айсштадион Давос Зрителей: 6300 |

| Отчёт | Отчёт                      | Отчёт                                                  | Отчёт                                | Отчёт                                                      |
| --- | -------------------------- | ------------------------------------------------------ | ------------------------------------ | ---------------------------------------------------------- |
| |                            |                                                        |                                      |                                                            |
| | Мэтт Томкинс - 00:00-60:00 | Вратари                                                | 00:00-60:00 - Йорен ван Поттельберге | Судьи: Миша Хебайзен (Швейцария) Евгений Ромасько (Россия) |
| | Голы:                      |                                                        |                                      | Судьи: Миша Хебайзен (Швейцария) Евгений Ромасько (Россия) |
| Эндрю Макдональд (Алекс Грант, Скотти Апшолл) - 02:18 Дастин Джеффри (Джош Джурис, Мэтью Майоне) - 03:30 Эрик Фер (Даниэль Винник, Патрик Уиркош) - 27:16 Кевин Кларк (Крис Верстиг) - 30:38 Алекс Грант (Кристофер Ди Доменико, Бен Максвелл) - 37:16 | 1:0 2:0 3:0 4:0 5:0 5:1    | Лука Хишир (Отсо Рантакари, Энцо Корви) - 44:39 (бол.) |                                      | Судьи: Миша Хебайзен (Швейцария) Евгений Ромасько (Россия) |
| |                            |                                                        |                                      | Судьи: Миша Хебайзен (Швейцария) Евгений Ромасько (Россия) |
| |                            |                                                        |                                      | Судьи: Миша Хебайзен (Швейцария) Евгений Ромасько (Россия) |
| |                            |                                                        |                                      | Судьи: Миша Хебайзен (Швейцария) Евгений Ромасько (Россия) |
| 14 мин | Штраф                      | 8 мин                                                  |                                      | Судьи: Миша Хебайзен (Швейцария) Евгений Ромасько (Россия) |
| |                            |                                                        |                                      |                                                            |
| |                            |                                                        |                                      |                                                            |

## Плей-офф

### Сетка плей-офф
|  | 1/4 финала | 1/4 финала       | 1/4 финала |  |  | 1/2 финала | 1/2 финала       | 1/2 финала |  |  | Финал | Финал            | Финал |
|  |            |                  |            |  |  |            |                  |            |  |  |       |                  |       |
|  |            |                  |            |  |  | Т1         | Канада           | 6          |  |  |       |                  |       |
|  | Т2         | ТПС              | 3          |  |  | QF1        | ТПС              | 0          |  |  |       |                  |       |
|  | К3         | Давос            | 1          |  |  |            |                  |            |  |  | WSF1  | Канада           | 4     |
|  |            |                  |            |  |  |            |                  |            |  |  | WSF2  | Оцеларжи Тршинец | 0     |
|  |            |                  |            |  |  | К1         | Амбри-Пиотта     | 2          |  |  |       |                  |       |
|  | К2         | Оцеларжи Тршинец | 3          |  |  | QF2        | Оцеларжи Тршинец | 3          |  |  |       |                  |       |
|  | Т3         | Салават Юлаев    | 2          |  |  |            |                  |            |  |  |       |                  |       |

### Четвертьфинал
Матч 7
| 29 декабря 2019 17:10 | ТПС | 3:1 (1:1, 0:0, 2:0) | Давос | Айсштадион Давос Зрителей: 6300 |

| Отчёт                                                                                  | Отчёт           | Отчёт                          | Отчёт           | Отчёт                                               |
| -------------------------------------------------------------------------------------- | --------------- | ------------------------------ | --------------- | --------------------------------------------------- |
|                                                                                        |                 |                                |                 |                                                     |
|                                                                                        | Расмус Тирронен | Вратари                        | Сандро Эшлиманн | Судьи: Лемелин Марк (США) Ромасько Евгений (Россия) |
|                                                                                        | Голы:           |                                |                 | Судьи: Лемелин Марк (США) Ромасько Евгений (Россия) |
| Паюниеми (Парссинен) — 15:44 Янатуйнен (Виртанен) — 48:42 Янатуйнен (Карвонен) — 55:53 | 0:1 :1 2:1 3:1  | 08:42 — Френер (Нюгрен, Мейер) |                 | Судьи: Лемелин Марк (США) Ромасько Евгений (Россия) |
|                                                                                        |                 |                                |                 | Судьи: Лемелин Марк (США) Ромасько Евгений (Россия) |
|                                                                                        |                 |                                |                 | Судьи: Лемелин Марк (США) Ромасько Евгений (Россия) |
|                                                                                        |                 |                                |                 | Судьи: Лемелин Марк (США) Ромасько Евгений (Россия) |
| 4 мин                                                                                  | Штраф           | 6 мин                          |                 | Судьи: Лемелин Марк (США) Ромасько Евгений (Россия) |
|                                                                                        |                 |                                |                 |                                                     |
|                                                                                        |                 |                                |                 |                                                     |

Матч 8
| 29 декабря 2019 22:15 | Оцеларжи Тршинец | 3:2 (1:0, 1:2, 1:0) | Салават Юлаев | Айсштадион Давос Зрителей: 6300 |

| Отчёт | Отчёт               | Отчёт                                                                     | Отчёт         | Отчёт                                                         |
| --- | ------------------- | ------------------------------------------------------------------------- | ------------- | ------------------------------------------------------------- |
| |                     |                                                                           |               |                                                               |
| | Якуб Штепанек       | Вратари                                                                   | Андрей Кареев | Судьи: Салонен Ансси (Финляндия) Штриккер Даниель (Швейцария) |
| | Голы:               |                                                                           |               | Судьи: Салонен Ансси (Финляндия) Штриккер Даниель (Швейцария) |
| 04:36 — Полански (Адамски, Хмелевский) 20:45 — Матей Странски (Дравецкий) 50:39 — Мартинек (Хмелевский, Доудера) (бол.) | 1:0 2:0 2:1 2:2 3:2 | Кручинин (Гиматов, Картаев) — 21:15 Башкиров (Пименов, Солодухин) — 35:08 |               | Судьи: Салонен Ансси (Финляндия) Штриккер Даниель (Швейцария) |
| |                     |                                                                           |               | Судьи: Салонен Ансси (Финляндия) Штриккер Даниель (Швейцария) |
| |                     |                                                                           |               | Судьи: Салонен Ансси (Финляндия) Штриккер Даниель (Швейцария) |
| |                     |                                                                           |               | Судьи: Салонен Ансси (Финляндия) Штриккер Даниель (Швейцария) |
| 8 мин | Штраф               | 8 мин                                                                     |               | Судьи: Салонен Ансси (Финляндия) Штриккер Даниель (Швейцария) |
| |                     |                                                                           |               |                                                               |
| |                     |                                                                           |               |                                                               |

### Полуфинал
Матч 9
| 30 декабря 2019 17:10 | Канада | 6:0 (2:0, 3:0, 1:0) | ТПС | Айсштадион Давос Зрителей: 6300 |

| Отчёт | Отчёт                   | Отчёт   | Отчёт           | Отчёт                                                       |
| --- | ----------------------- | ------- | --------------- | ----------------------------------------------------------- |
| |                         |         |                 |                                                             |
| | Закари Фукале           | Вратари | Расмус Торринен | Судьи: Штриккер Даниель (Швейцария) Виганд Марк (Швейцария) |
| | Голы:                   |         |                 | Судьи: Штриккер Даниель (Швейцария) Виганд Марк (Швейцария) |
| Кларк (Джеффри, Норо) (бол.) — 04:40 Постма (Дэнфорт, Фаий) — 15:35 ДиДоменицо (Постма, Фир) (бол.) — 33:33 Фаий (ДиДоменико, Макдональд) — 42:53 Верстиг (Кларк, Майон) — 44:47 Кларк (Джеффри, Апшолл) — 57:58 | 1:0 2:0 3:0 4:0 5:0 6:0 |         |                 | Судьи: Штриккер Даниель (Швейцария) Виганд Марк (Швейцария) |
| |                         |         |                 | Судьи: Штриккер Даниель (Швейцария) Виганд Марк (Швейцария) |
| |                         |         |                 | Судьи: Штриккер Даниель (Швейцария) Виганд Марк (Швейцария) |
| |                         |         |                 | Судьи: Штриккер Даниель (Швейцария) Виганд Марк (Швейцария) |
| 10 мин | Штраф                   | 20 мин  |                 | Судьи: Штриккер Даниель (Швейцария) Виганд Марк (Швейцария) |
| |                         |         |                 |                                                             |
| |                         |         |                 |                                                             |

Матч 10
| 30 декабря 2019 22:15 | Амбри-Пиотта | 2:3 (доп. вр.) (1:0, 0:1, 1:1, 0:1) | Оцеларжи Тршинец | Айсштадион Давос Зрителей: 6300 |

| Отчёт                                                    | Отчёт              | Отчёт | Отчёт      | Отчёт                                                      |
| -------------------------------------------------------- | ------------------ | --- | ---------- | ---------------------------------------------------------- |
|                                                          |                    | |            |                                                            |
|                                                          | Даниэль Манзато    | Вратари | Петр Квача | Судьи: Хебейсен Миша (Швейцария) Салонен Ансси (Финляндия) |
|                                                          | Голы:              | |            | Судьи: Хебейсен Миша (Швейцария) Салонен Ансси (Финляндия) |
| Даль Пьян (Инсир, Дьюе) — 04:37 Флинн (Джеловак) — 51:06 | 1:0 1:1 1:2 :2 2:3 | 39:14 — О. Коваржчик (Мартынек, М. Коваржчик) 45:25 — Дравецки (Гернат, Странски) 61:46 — Странски (Мартынек, Мусил) |            | Судьи: Хебейсен Миша (Швейцария) Салонен Ансси (Финляндия) |
|                                                          |                    | |            | Судьи: Хебейсен Миша (Швейцария) Салонен Ансси (Финляндия) |
|                                                          |                    | |            | Судьи: Хебейсен Миша (Швейцария) Салонен Ансси (Финляндия) |
|                                                          |                    | |            | Судьи: Хебейсен Миша (Швейцария) Салонен Ансси (Финляндия) |
| 4 мин                                                    | Штраф              | 8 мин |            | Судьи: Хебейсен Миша (Швейцария) Салонен Ансси (Финляндия) |
|                                                          |                    | |            |                                                            |
|                                                          |                    | |            |                                                            |

### Финал
Матч 11
| 31 декабря 2019 14:10 | Канада | 4:0 (0:0, 3:0, 1:0) | Оцеларжи Тршинец | Айсштадион Давос |

| Отчёт | Отчёт           | Отчёт   | Отчёт         | Отчёт                                               |
| --- | --------------- | ------- | ------------- | --------------------------------------------------- |
| |                 |         |               |                                                     |
| | Закари Фукале   | Вратари | Якуб Штепанек | Судьи: Лемелин Марк (США) Ромасько Евгений (Россия) |
| | Голы:           |         |               | Судьи: Лемелин Марк (США) Ромасько Евгений (Россия) |
| Джеффри (Тамбеллини, Верстиг) (бол.) — 29:02 Митчелль (Норо, Кларк) (бол.) — 31:40 Верстиг (Норо, Джеффри) (бол.) — 33:09 Джеффри (Норо) — 44:55 | 1:0 2:0 3:0 4:0 |         |               | Судьи: Лемелин Марк (США) Ромасько Евгений (Россия) |
| |                 |         |               | Судьи: Лемелин Марк (США) Ромасько Евгений (Россия) |
| |                 |         |               | Судьи: Лемелин Марк (США) Ромасько Евгений (Россия) |
| |                 |         |               | Судьи: Лемелин Марк (США) Ромасько Евгений (Россия) |
| 4 мин | Штраф           | 10 мин  |               | Судьи: Лемелин Марк (США) Ромасько Евгений (Россия) |
| |                 |         |               |                                                     |
| |                 |         |               |                                                     |

## Итоговое положение команд
| Место | Команда          |
| ----- | ---------------- |
| 1     | Канада           |
| 2     | Оцеларжи Тршинец |
| 3     | ТПС              |
| 3     | Амбри-Пиотта     |
| 5     | Салават Юлаев    |
| 6     | Давос            |

Поскольку матча за 3-е место не проводится, обе команды, проигравшие в полуфиналах, признаются бронзовыми призёрами.
Места 5-6 определяются по следующим показателям: 1) очки, набранные на групповом этапе, 2) разница шайб на групповом этапе, 3) забитые голы на групповом этапе.

## Победитель
| Обладатель Кубка Шпенглера 2019 |
| Канада Шестнадцатый титул       |

## Посещаемость матчей

### По командам
| Место | Команда          | Игры | Суммарная посещаемость | Средняя посещаемость | Максимальная посещаемость                          | Место в своей группе по посещаемости |
| ----- | ---------------- | ---- | ---------------------- | -------------------- | -------------------------------------------------- | ------------------------------------ |
| 1     | Амбри-Пиотта     | 3    | 18900                  | 6300                 | 6300 ( Салават Юлаев, ТПС, Оцеларжи Тршинец)       | 1 (Группа Торриани)                  |
| 1     | Салават Юлаев    | 3    | 18900                  | 6300                 | 6300 ( Амбри-Пиотта, ТПС, Оцеларжи Тршинец)        | 1 (Группа Торриани)                  |
| 1     | ТПС              | 4    | 25200                  | 6300                 | 6300 ( Салават Юлаев, Амбри-Пиотта, Давос, Канада) | 1 (Группа Торриани)                  |
| 1     | Давос            | 3    | 18900                  | 6300                 | 6300 ( Оцеларжи Тршинец, Канада, ТПС)              | 1 (Группа Каттини)                   |
| 2     | Оцеларжи Тршинец | 5    | 31206                  | 6241                 | 6300 ( Давос, Салават Юлаев, Амбри-Пиотта, Канада) | 2 (Группа Каттини)                   |
| 3     | Канада           | 4    | 24906                  | 6227                 | 6300 ( Давос)                                      | 2 (Группа Каттини)                   |

Данные на 1 января

### По группам
| Место | Группа          | Игры | Суммарная посещаемость | Средняя посещаемость | Максимальная посещаемость |
| ----- | --------------- | ---- | ---------------------- | -------------------- | ------------------------- |
| 1     | Группа Торриани | 3    | 18900                  | 6300                 | 6300                      |
| 2     | Группа Каттини  | 3    | 18606                  | 6202                 | 6300                      |